# Mil Grau
Mil Grau (estilizada em letras maiúsculas) é uma canção da cantora  drag queen brasileira Gloria Groove, lançada em 12 de novembro de 2019 como primeiro single de seu primeiro EP, Alegoria (2019).

## Vídeo musical
O vídeo clipe foi lançado em 12 de novembro de 2019. A produção começa com Gloria narrando uma espécie de lenda, que diz que o fogo é um elemento muito importante para a sua tribo.

## Créditos
Créditos adaptados do Genius.
- Produção - Ruxell, Sergio Santos & Pablo Bispo
- Composição - Sergio Santos, Ruxell, Pablo Bispo & Gloria Groove